# Jardín botánico de Porto Alegre

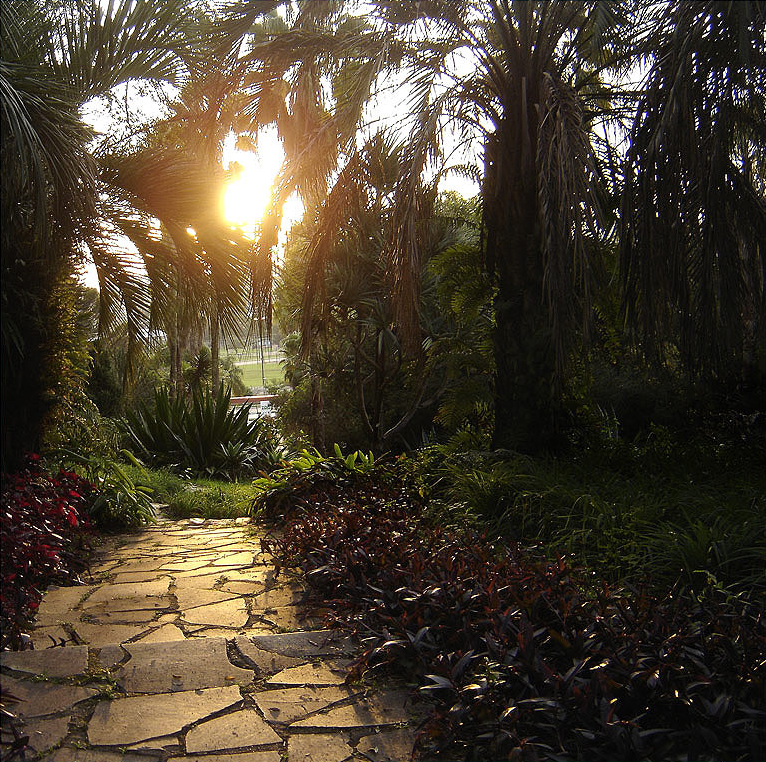
Alameda de entrada del Jardín Botánico de Porto Alegre.

El Jardín Botánico de Porto Alegre (en portugués Jardim Botânico de Porto Alegre) es un jardín botánico de 39 hectáreas de extensión que depende administrativamente como un departamento de la Fundação Zoobotânica do Rio Grande do Sul, localizado en Porto Alegre, Brasil. Presenta trabajos para la Agenda 98Internacional para la Conservación en los Jardines Botánicos, su código de identificación internacional como institución botánica es PALGR.

## Historia
El proyecto para un jardín botánico en Porto Alegre se remonta a inícios del siglo XIX, cuando Dom João VI, después de crear el Jardín Botánico de Río de Janeiro, envió plantones y semillas para Porto Alegre a fin de establecer otro parque semejante en esta ciudad. Desgraciadamente estos plantones no llegaron a su destino, permaneciendo retenidos en Rio Grande, donde fueron plantadas. Poco después, el agrónomo Paulo Schoenwald donó un terreno al gobierno del estado para crear un área verde según ese modelo, pero igualmente este proyecto tampoco fructificó. 
Una tercera tentativa se haría en 1882, cuando Francisco Pinto de Souza presentó una propuesta de aprovechamiento científico del área entonces conocida como Várzea de Petrópolis, que preveía un jardín y un paseo público. Considerado utópico, el proyecto fue archivado y latente por décadas, solo volvería a ser discutido a mediados del siglo XX.
En 1953 por la ley 2.136 autorizó la planificación de un área de 81,57 ha, de las cuales 50 ha serían destinadas a la creación de un parque o jardín botánico. Una comisión fue encargada de elaborar el proyecto, y entre sus miembros se destacó el profesor y religioso Irmão Teodoro Luís coordinando los trabajos de implantación, que se iniciaron en 1957 con las plantaciones de las primeras especies seleccionadas: una colección de palmeras, coníferas y suculentas. Cuando abrió al público, el 10 de septiembre de 1958, ya disponía de una colección de casi 600 especies. 
Poco después, en 1962, fue inaugurada la estufa para los cactus, y en la década de 1970 o jardín botánico fue integrado en la « Fundação Zoobotânica », junto con el Parque Zoológico y el Museo de Ciencias Naturales. En esta época se inició la colección de arbóreas, con énfasis en las familias de importancia ecológica (Myrtaceae, Rutaceae, Myrsinaceae, Bignoniaceae, Fabales, Zingiberales, entre otras), grupos temáticos (condimentos y perfumadas) y formaciones forestales típicas del estado, y se inició um programa de expediciones de recoleta de especímenes y simientes. 

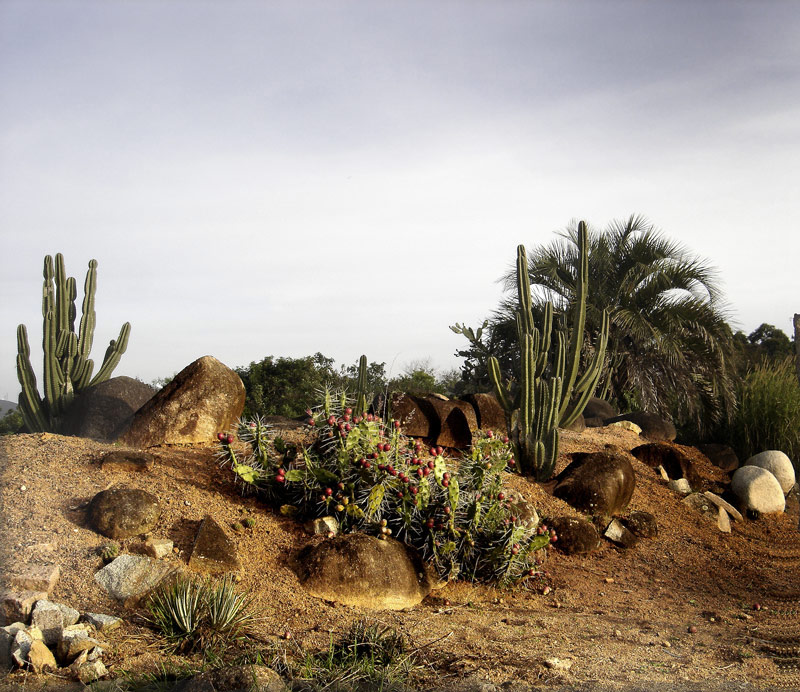
Área de las cactáceas.

Un proyecto vinculado al Programa Pró-Guaíba posibilitó en la década de 1990 una mejora en la infraestructura del Jardín Botánico, cuando fueron construidos viveros para bromelias, orquídeas, suculentas, lianas y cactos, y fueron realizadas reformas en el centro de visitantes y en los edificios administrativos, además de la creación de un Banco de Semillas.

## Colecciones
Actualmente el Jardín Botánico de Porto Alegre posee una colección de 653 especies arbóreas con cerca de 3000 ejemplares, más una colección de plantas envasadas, con 3000 ejemplares, un Banco de Germoplasma y un Banco de Semillas, para preservación de especies raras o amenazadas y con el objetivo de repoblamiento de áreas degradadas. Su distribución sigue criterios taxonómicos y geográficos, y reconstituir en áreas delimitadas diversos ecosistemas regionales importantes: bosque  estacional caduco y
semicaduco, bosque umbrófila denso, bosque umbrófila mixto y sabana, este último una rareza en Brasil, encontrándose solamente, en su estado natural, en el Parque Estadual do Espinilho. 
Por su topografía accidentada, con colinas, campos y vaguadas con estanques, el « Jardim Botânico de Porto Alegre » favorece una población de diversas especies nativas de crecimiento espontáneo, protegidas en la llamada Zona Permanente.

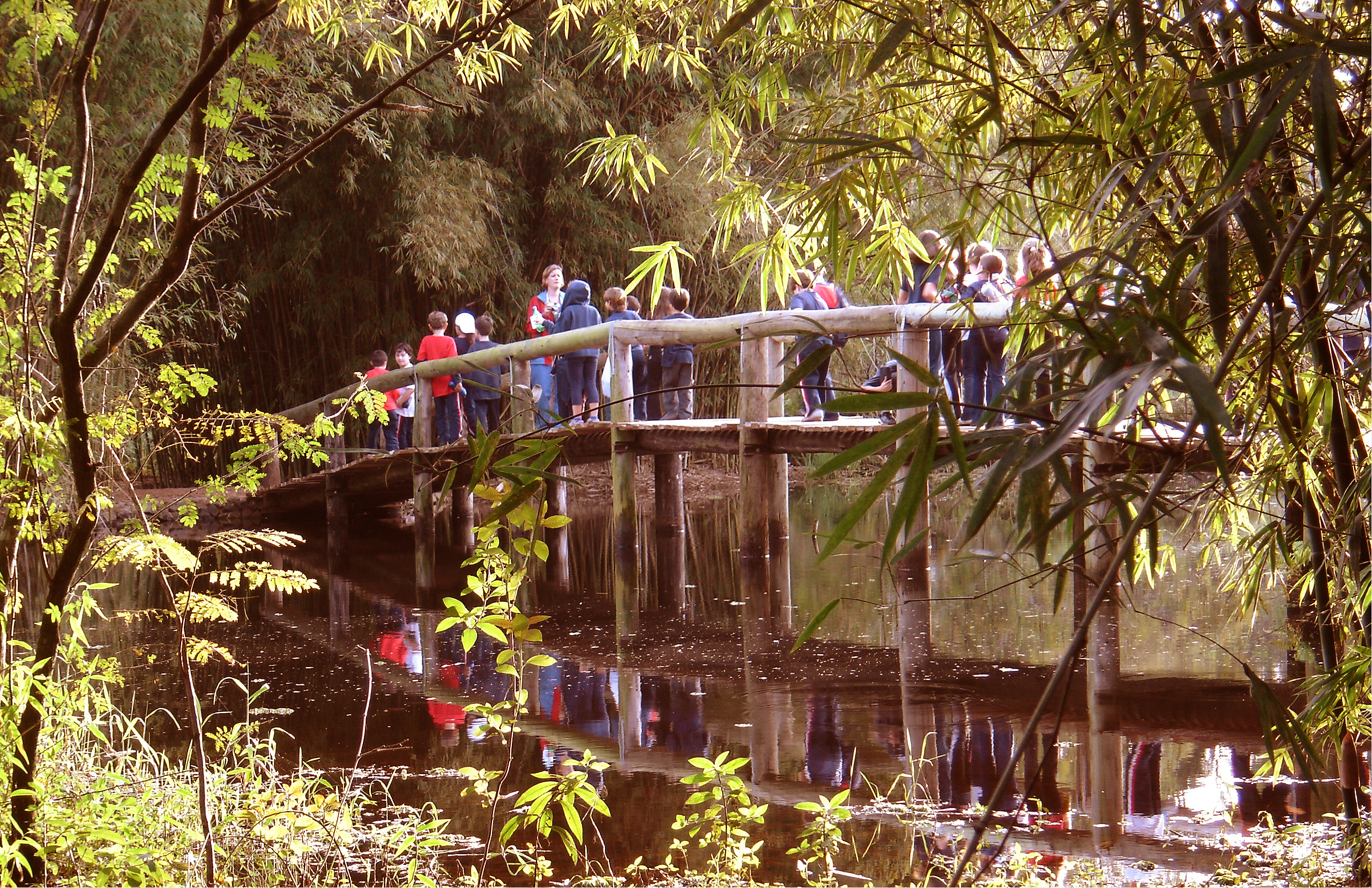
La Educación ambiental, es una de las directrices básicas del Jardim Botânico de Porto Alegre.

Las plantas del jardín botánico se encuentran agrupadas en diversas colecciones siendo de destacar:
- Bromelias,
- Cactus y plantas crasas,
- Liliaceae con 36 spp,
- Iridaceae con 28 spp
- Orchidaceae,
- Myrtaceae con 145 accesiones de 36 spp en 1992,
- Plantas ornamentales
- Plantas medicinales
- Plantas nativas del sur de Brasil.

### Actividades científicas
- Conservación integrada de la biodiversidad, con un interés especial en la conservación de ecosistemas.

- Sistemática y Taxonomía vegetal, de catalogación de las especies del Jardín Botánico.

- Propagación y cultivo, buscando desarrollar nuevas tecnologías para una producción más cualificada de plantas en laboratório y vivero, bien como para el cultivo de especies nativas fuera de su hábitat de origen.

- Etnobotánica, centrado en la compilación de conocimientos tradicionales sobre las plantas, sus usos y modos de cultivo.

- Fitosanitarios, desarrollando investigaciones cuyo objetivo es crear nuevas técnicas de cultivo que permitam una reducción en el uso de productos químicos y el manejo de los ejemplares mantenidos en viveros, con vistas a una protección contra la extensión de enfermedades, plagas y especies invasoras. También investiga nuevas técnicas de manejo y recuperación de áreas degradadas.

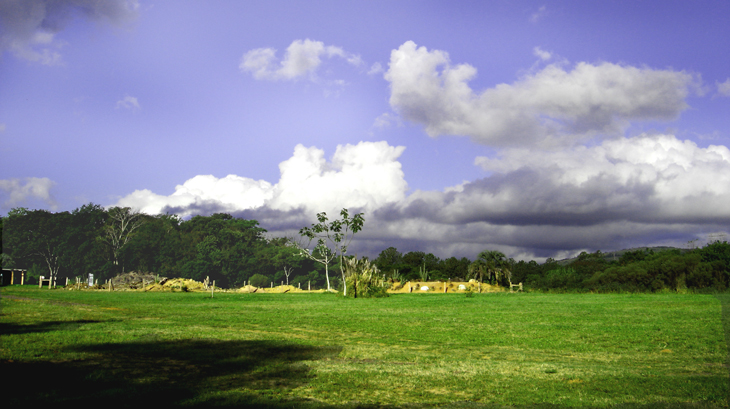
Área de campo.

- Programa de Capacitación, encaminado a la formación de funcionarios así como del público en general, para que actúen como multiplicadores de conocimiento.

- Programa de Exploración Botánica, con viajes de exploración y recolecta.

Paralelamente el « Jardim Botânico de Porto Alegre » mantiene una monitorización de la avifauna que habita en el recinto tanto la permanente como la de tránsito migratorio.
Muchos programas educativos que ha llevado a cabo han alcanzado gran popularidad. 

### Paleontología
Artículo principal : Paleorrota. 
En el Museo de Ciencias Naturales, que se encuentra en el interior del Jardín Botánico de Porto Alegre, hay una exposición de fósiles descubiertos en el geoparque de paleorrota, así como contribuir a las publicaciones sobre el tema.